# 강화 전등사 약사전
강화 전등사 약사전(江華 傳燈寺 藥師殿)은 인천광역시 강화군 전등사에 있는, 조선시대의 건축물이다. 1963년 1월 21일 대한민국의 보물 제179호로 지정되었다.
전등사에 있는 조선시대 중기의 목조건물이며, 약사여래좌상을 모신 건물로, 불교 신자들이 병을 고칠 목적으로 이곳에서 불공을 드리곤 하였다. 정면 3칸, 측면 2칸의 단층 팔작지붕 건물로, 다포집 계통에 속하며, 건립 시기는 대략 1621년으로 추정된다.

## 개요
전등사는 고구려 소수림왕 11년(381) 아도화상이 세웠다고 전하지만 고려 중기까지의 역사는 확실히 알 수 없다. 조선 선조 38년(1605)과 광해군 6년(1614)에 큰 불이 일어나 절이 모두 타버려, 그 이듬해 다시 짓기 시작하여 광해군 13년(1621)에 원래의 모습을 되찾았다고 한다.
대웅보전 서쪽에 있는 아담한 약사전은 중생의 병을 고쳐준다는 약사여래를 모시고 있는 법당이다.『대웅전약사전개와중수기(大雄殿藥師殿改瓦重修記)』에 조선 고종 13년(1876) 대웅보전과 함께 기와를 바꾸었다는 기록이 보일 뿐 언제 지었는지 확실하게 알 수는 없고 건축 수법이 대웅보전과 비슷하여 조선 중기 건물로 짐작하고 있다.
규모는 앞면 3칸·옆면 2칸이며 지붕은 옆면에서 볼 때 여덟 팔(八)자 모양과 비슷한 팔작지붕이다. 건물 안쪽 천장은 우물 정(井)자 모양이며 주위에는 화려한 연꽃무늬와 덩굴무늬를 그려 놓았다. 지붕 처마를 받치는 수법이 특이하여 당시의 건축수법을 연구하는데 귀중한 자료로 평가되고 있다.

## 현지 안내문

### 국문 설명
강화 전등사 약사전
江華 傳燈寺 藥師殿
보물 제179호
약사전은 중생의 병을 고쳐 주는 약사여래를 모시는 법당이다. 강화 전등사 약사전에는 석불 좌상, 후불도*, 현왕도**가 있으며, 모두 인천광역시 유형 문화재로 지정되어 있다.
전등사 약사전이 언제 처음 지어졌는지는 확실하지 않지만 광해 13년(1962)에 고쳐 지은 대웅전과 건축 양식이 유사하여 서로 비슷한 시기에 지어졌을 것으로 추정된다. 이 건물은 지붕의 처마 무게를 받치는 구조인 공포(栱包)가 기둥 위뿐만 아니라 기둥과 기둥 사이에도 짜여 있는 다포 양식 건물이다. 천장의 바깥쪽은 꽃과 물고기 조각으로 꾸몄으며 안쪽은 우물 정(井) 자 모양으로 한 다음 연꽃과 덩굴무늬를 그려 화려하게 장식하였다. 조선 중기 화려한 조각 기법과 목조 건축 양식을 연구하는 데 귀중한 가치가 있는 건물이다.
- 후불도 (後佛圖): 불상 뒤에 모시는 불화
  - 현왕도: 사람이 죽은 뒤 3일 후 받는 심판을 담당하는 지옥세계의 왕을 그린 그림.

### 영문 설명
Yaksajeon Hall of Jeondeungsa Temple, Ganghwa
Treasure No. 179
Yaksajeon is a Buddhist worship hall which enshrines a statue of Bhaisajyaguru, or the Medicine Buddha, who is believed to possess the power to heal illness and physical defects.
The exact year this building was built is unknown, however it has the same architectural style as Daeungjeon Hall which was built in 1621, so it is presumed to have been built around the same time. 
Inside the hall, the coffered ceiling is ornately decorated with carvings of flowers and fish and paintings of lotuses and vines.
This building is valuable in the study of wooden architecture and the elaborate carving techniques of the middle period of the Joseon dynasty (1392-1910).

## 사진

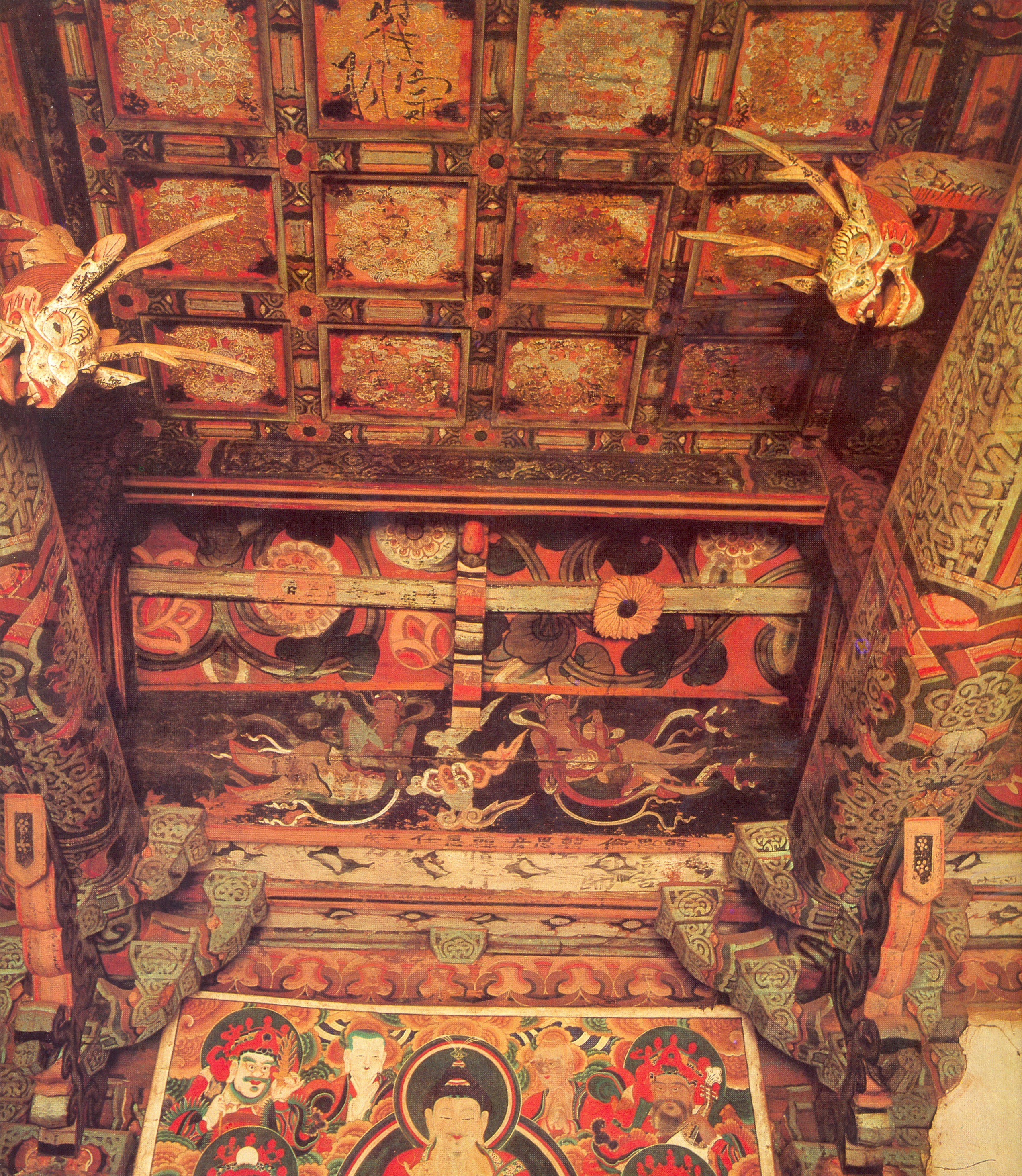
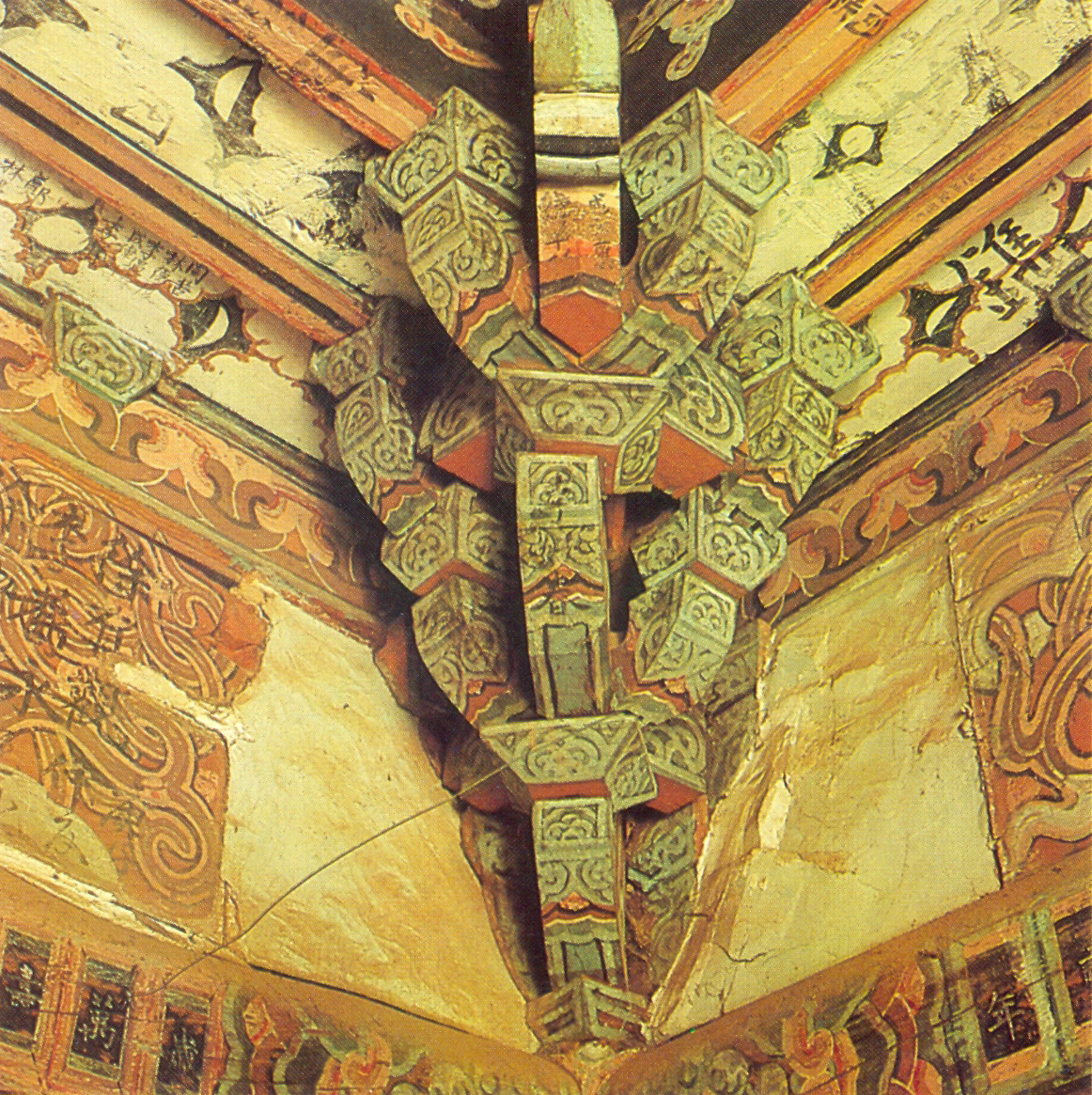
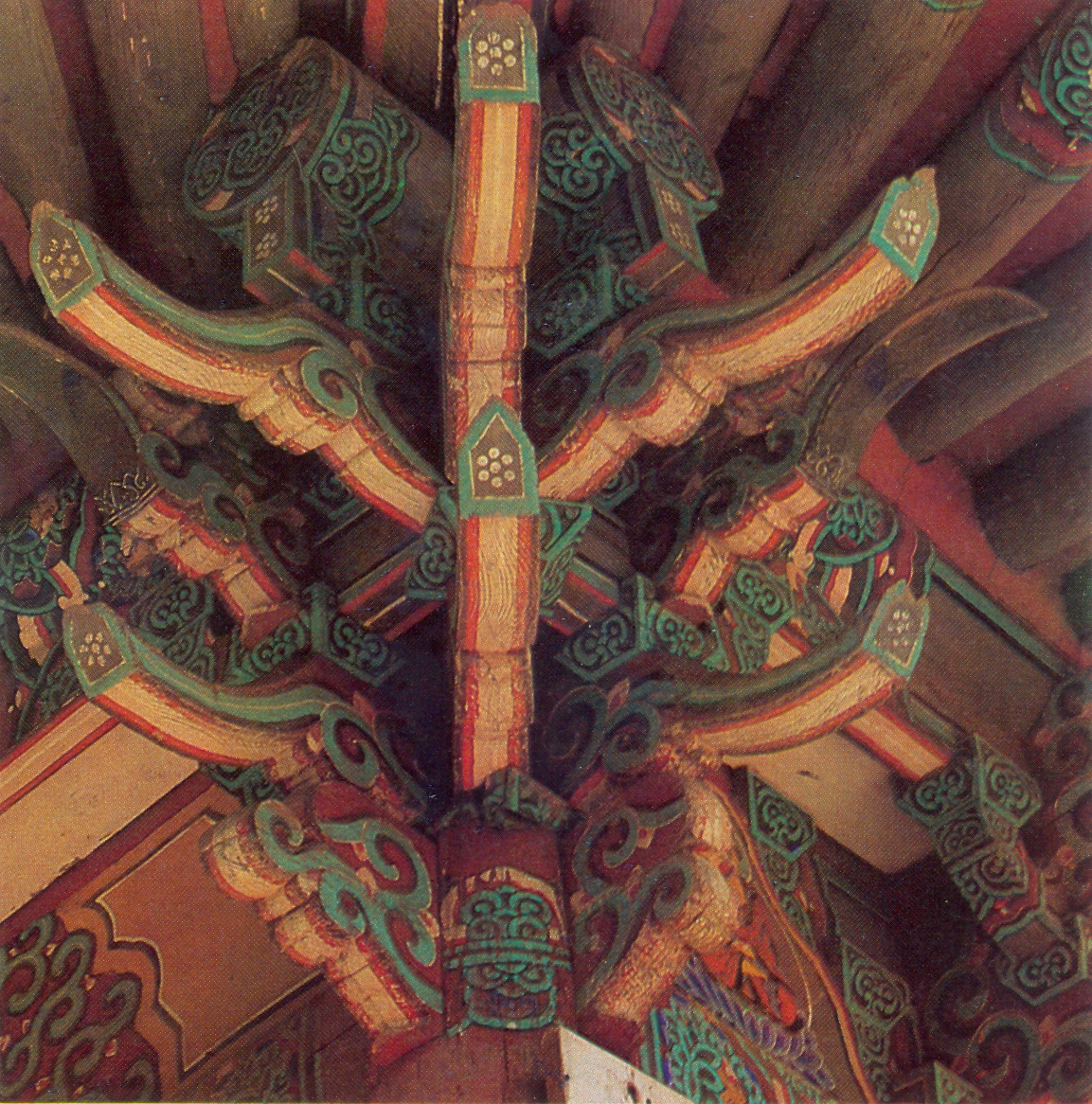
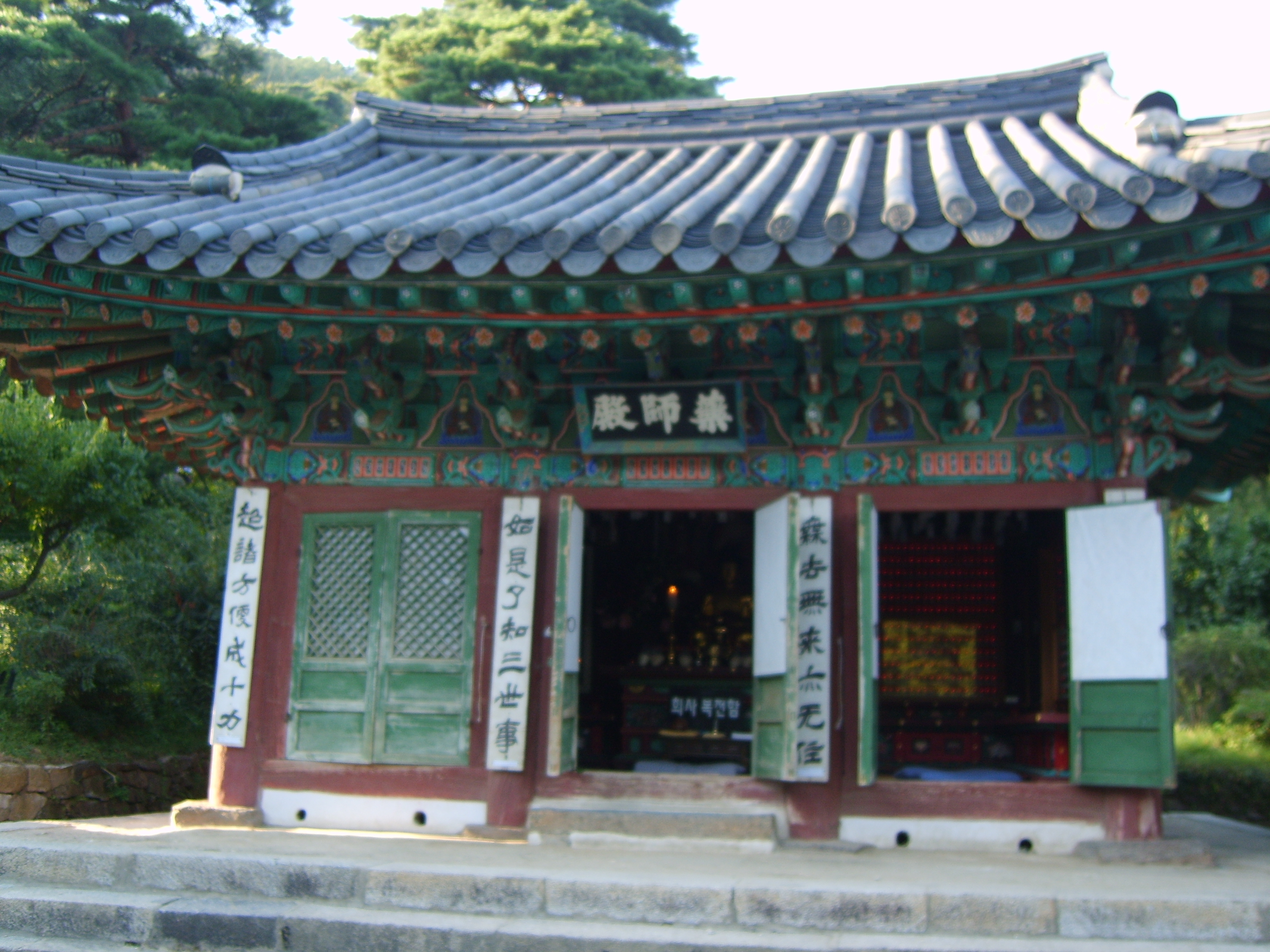
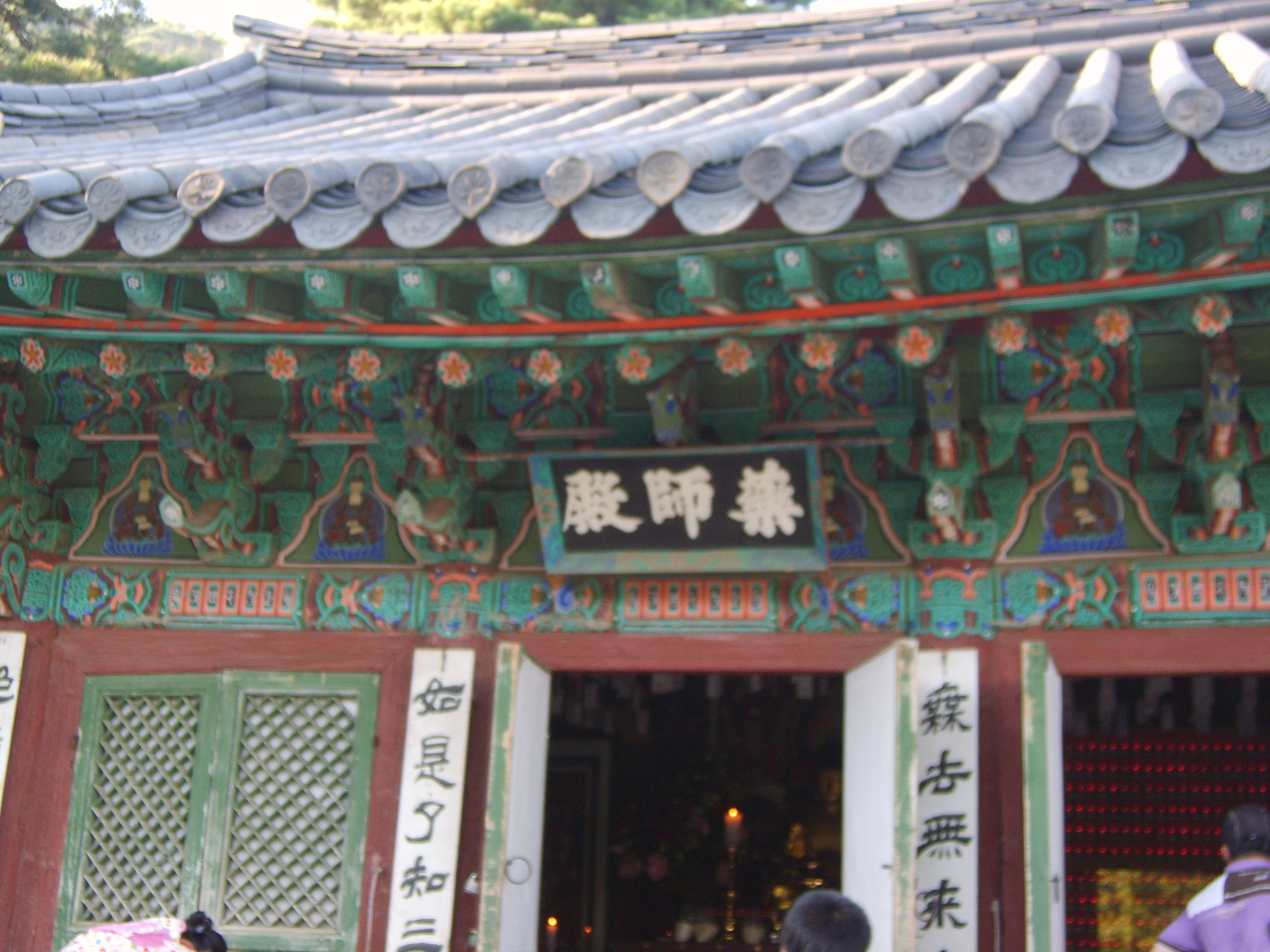

## 같이 보기
- 전등사

## 참고 문헌
- 강화 전등사 약사전 - 국가유산청 국가유산포털
- 인천역사문화총서40, 《인천의 문화유산을 찾아서》, 인천광역시 역사자료관, 전등사 약사전, 23쪽